# Чугуївська міська територіальна громада
Чугуївська міська громада — територіальна громада в Україні, в Чугуївському районі Харківської області. Адміністративний центр — місто Чугуїв.
Площа громади — 289,0 км2, населення громади — 36 957 осіб (2024).
Утворена 12 червня 2020 року шляхом об'єднання Чугуївської міської ради, Кочетоцької селищної ради, Великобабчанської сільської ради, Зарожненської сільської ради та Кам'яноярузької сільської ради Чугуївського району Харківської області. Перші вибори Чугуївської міської ради та міського голови відбулися 25 жовтня 2020 року.

## Населені пункти
До складу громади входять 1 місто (Чугуїв), 1 селище (Кочеток) та 7 сіл (Василів Хутір, Велика Бабка, Зарожне, Кам'яна Яруга, Клугино-Башкирівка, Піщане та Тетлега).